# Ambasadorowie Wenecji w Turcji
Jedynie Polska wysyłała wcześniej swych dyplomatów do Turcji, niż Republika Wenecka.

Andrea Gritti, 1503
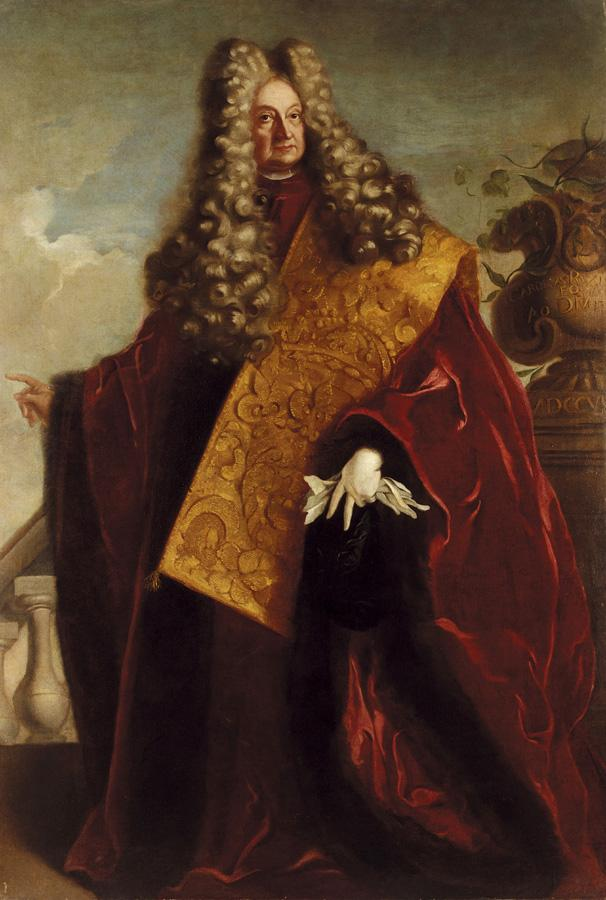
Carlo Ruzzini, 1707

Weneccy ambasadorzy w Turcji (chronologicznie)

## XV wiek
- 1496 Alvise Sagundino
- 1499 Andrea Zancani

## XVI wiek
- 1500 Alvise Manenti
- 1503 Andrea Gritti
- 1504 Zaccaria Freschi
- 1512 Domenico Trevisani
- 1514 Antonio Guistinian
- 1518 Alvise Mocenigo
- 1519 Bartolomeo Contarini
- 1522 Marco Minio
- 1525 Pietro Zeno
- 1526 Pietro Brigadin
- 1527 Marco Minio (II raz)
- 1530 Pietro Zeno (II raz)
- 1534 Daniello de Ludovisi
- 1550 Alvise Renier
- 1553 Bernardo Navgero
- 1554 Domenico Trevisan
- Antonio Erizzo
- 1558 Antonio Barbarigo
- 1560 Marino Cavalli
- 1561 Alvise Buonrizzo i Danielle Barbarigo
- 1562 Andrea Dandolo
- 1562 Marcantonio Donini
- 1567 Marino Cavalli (II raz)
- 1571 Jacopo Ragazzoni
- 1573 Marcantonio Barbaro
- 1573 Andrea Badoer
- 1573 Constantino Garzoni
- 1576 Antonio Tiepolo
- 1576 i 1581 Giacomo Soranzo
- 1583 Paolo Contarini
- 1584–1587 Lorenzo Bernardo
- 1585 Giovanni Francesco Morosini
- 1590 Giovanni Moro
- 1591 Girolamo Lippomano
- 1592 Lorenzo Bernardo (II raz)
- 1594 Matteo Zane

## XVII wiek
- 1608 Ottaviano Bon
- 1612 Simone Contarini
- 1616 Crostoforo Valier
- 1634 Giovanni Capello
- 1637 Pietro Foscarini
- 1641 Alvise Contarini
- 1641 Pietro Foscarini (II raz)
- 1676 Giacomo Querini
- 1680 Alvise Giovanni di Morosini
- 1682 Pietro Civran

## XVIII wiek
- 1700–1704 Lorenzo Soranzo[1] (nie mylić z dożą Lorenzo Soranzo (1519-1575))
- 1707 Carlo Ruzzini
- 1710–1714 Alvise Mocenigo
- 1783–1789 Girolamo Zulian
- 1793 Nicolo Foscarini

## Literatura
- Luigi Firpo, Relazioni di ambasciatori veneti al Senato : tratte dalle migliori edizioni disponibili e ordinate cronologicamente, Torino 1965.